# Rüdersdorf bei Berlin
Rüdersdorf bei Berlin település Németországban, azon belül Brandenburgban. Lakosainak száma 16 296 fő (2023. december 31.). Rüdersdorf bei Berlin Schöneiche bei Berlin, Strausberg és Rehfelde községekkel határos.

## A település részei
- Rüdersdorf
- Hennickendorf
- Herzfelde
- Lichtenow
- Alt Rüdersdorf
- Alte Grund
- Bergbrück
- Berghof
- Bergmannsglück
- Franz-Künstler-Siedlung
- Grünelinde
- Hortwinkel
- Landhof
- Lichtenow Dorf
- Rüdersdorfer Grund
- Schulzenhöhe
- Seebad Rüdersdorf
- Tasdorf

## Népesség
A település népességének változása:
| Lakosok száma | 2518 | 10 824 | 12 160 | 15 313 | 15 569 | 15 696 | 16 025 | 15 888 | 16 014 | 16 296 |
|               | 1875 | 1946   | 1989   | 2015   | 2017   | 2018   | 2020   | 2021   | 2022   | 2023   |